# Charles Delescluze

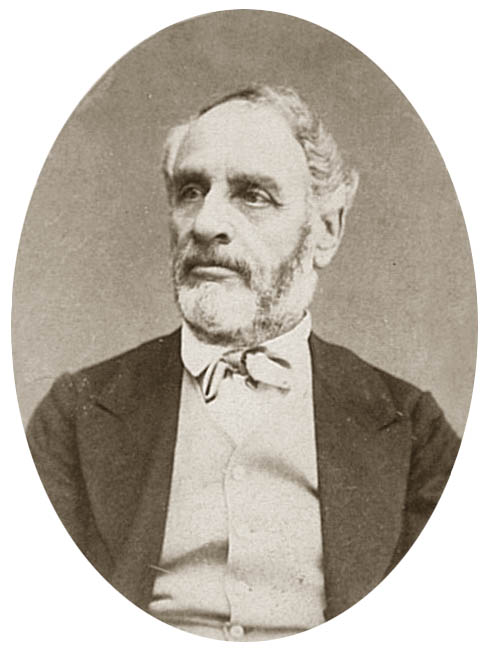
Louis Charles Delescluze, 1871

Louis Charles Delescluze (* 20. Oktober 1809 in Dreux, Département Eure-et-Loir; † 25. Mai 1871 in Paris) war ein französischer Journalist und führendes Mitglied der Pariser Kommune 1871.

## Leben
Delescluze studierte Rechtswissenschaft in Paris und entwickelte früh demokratische Neigungen, er spielte bereits eine Rolle bei der Julirevolution von 1830. Er wurde Mitglied mehrerer republikanischer Klubs und war aufgrund seiner Aktivitäten 1836 gezwungen nach Belgien zu fliehen, wo er sich dem republikanischen Journalismus widmete.
1835 übernahm er die Redaktion des belgischen Journal de Charleroi und wurde 1841 Chefredakteur des Impartial du Nord in Valenciennes. 
Als Anhänger der Februarrevolution 1848 wurde er danach zur Belohnung als Generalkommissar der zweiten französischen Republik in die Départements Nord und Pas-de-Calais gesandt, kam aber in Konflikt mit dem Staatsanwalt und musste seine Entlassung einreichen. 
Er gründete in demselben Jahr in Paris das Journal La Révolution démocratique et la Liberté républicaine, wurde aber sehr bald wegen seiner aufrührerischen sozialistischen Artikel zu anderthalb Jahren Gefängnis und 10.000 Franc Geldstrafe und 1849 sogar zur Deportation verurteilt. 
Es gelang ihm, nach England zu entkommen, 1853 kehrte er aber nach Paris zurück und wurde zwei Monate danach als Mitglied verbotener Gesellschaften zu vierjährigem Gefängnis verurteilt. Nachdem er mehrere Jahre in verschiedenen Gefängnissen zugebracht hatte, wurde er auf die Teufelsinsel bei Cayenne in Französisch-Guayana deportiert, wo er bis November 1860 blieb. 
Über seine Gefangenschaft veröffentlichte er: „De Paris à Cayenne; journal d'un transporté“ (1867). 
Nach seiner Rückkehr verhielt er sich lange ruhig, bis das 1868 von ihm gegründete Journal Réveil, in welchem er die Ideen der Ersten Internationale vertrat, ihm neue Verurteilungen einbrachte. 
Nach dem Sturz des Kaiserreichs 1870 infolge des Deutsch-Französischen Krieges glaubte er seine kommunistischen Ansichten verwirklichen zu können, bewirkte am 31. Oktober 1870 den Aufstand gegen die Regierung der nationalen Verteidigung und wurde nach dessen Scheitern verhaftet, aber ohne Strafe freigelassen. 
Ebenso beteiligte er sich an der Revolte vom 22. Januar 1871. 
Bei den Wahlen vom 8. Februar im Département de la Seine wurde er zum Mitglied der Nationalversammlung gewählt, legte sein Mandat aber nieder, als er nach dem Aufstand vom 18. März, am 26. März zum Mitglied der Pariser Kommune gewählt worden war. 
Hier spielte er bald eine hervorragende Rolle. Zuerst Mitglied der Kommission für äußere Angelegenheiten, trat er am 4. April in die Exekutivkommission ein, stürzte am 9. Mai den Wohlfahrtsausschuss und veranstaltete die Wahl eines neuen, dessen Präsident er wurde. Er übernahm nach dem Sturz Gustave Paul Cluserets und dem Rücktritt Louis Rossels auch die Leitung der Kriegskommission. 
Von wachsendem Fanatismus erfüllt, entwickelte er eine ungeheure Energie. Er unterdrückte alle kritischen Zeitungen, versuchte die Disziplin unter den bewaffneten Massen zu heben und die Verteidigungsmittel zu verstärken. 
Als er den Untergang der Pariser Kommune voraussah, stellte er am 20. Mai in einer Sitzung der Kommune den Antrag, vor dem Eindringen des republikanischen Militärs alle öffentlichen Gebäude mit Petroleum in Brand zu stecken und alle Geiseln zu erschießen. 
Nachdem Delescluze am 25. Mai 1871 auf einer Barrikade in der Rue d'Angoulême den Tod gefunden hatte, wurde er 1874 in Abwesenheit zum Tode verurteilt.